# Степанов, Павел Степанович
Павел Степанович Степанов (16 февраля 1901, Санкт-Петербург — 9 ноября 1977) — советский военный деятель, генерал-лейтенант авиации (1943).

## Биография
Из рабочих. Русский. В 1918 году вступил в Красную Армию и в РКП (б). В 1927 году окончил Школу военных сообщений имени М. В. Фрунзе. В октябре того же года назначен военкомом 80-го отдельного артиллерийского дивизиона. В апреле 1929 года назначен помощником военкома 1-го корпусного артиллерийского полка. В мае 1932 года назначен военкомом 1-й Краснознамённой эскадрильи. В ноябре 1933 года назначен военкомом 24-й тяжелой бомбардировочной авиаэскадрильи. В августе 1935 года назначен помощником командира по политчасти и начальником политотдела 400-й авиабригады. В 1936 году назначен временно исполняющим должность военкома и начальником политотдела 111-й истребитальной авиабригады. В августе 1937 года назначен военкомом 4-го тяжелого бомбардировочного авиакорпуса. В декабре 1937 года назначен начальником политуправления 1-й АОН. В мае 1938 года направлен в распоряжение Управления по командному и начальствующему составу РККА. В июле 1938 года назначен военкомом управления ВВС Киевского ВО. В июне 1940 года назначен военкомом Военно-воздушной академии РККА имени Н. Е. Жуковского. 4 декабря 1940 года назначен заместителем начальника по политической части Главного управления военно-воздушных сил Красной Армии.
С 29 июня 1941 года до августа 1942 года — член Военного Совета Военно-Воздушных сил Красной Армии. В августе — сентябре 1942 года — командующий 16-й воздушной армией. В сентябре 1942 года назначен командующим ВВС Южно-Уральского военного округа. В сентябре 1943 года назначен командующим ВВС Орловского военного округа. В сентябре 1944 года назначен командующим ВВС Архангельского военного округа. 
В 1954 году вышел в отставку.
Умер 9 ноября 1977 года. Похоронен на Пенягинском  кладбище Красногорска. 

## Воинские звания
- Бригадный комиссар (2.01.1936)
- Дивизионный комиссар (16.10.1939)
- Корпусной комиссар (27.12.1940)
- Армейский комиссар 2-го ранга (22.10.1941)
- Генерал-майор авиации (21.07.1942)
- Генерал-лейтенант авиации (28.05.1943)

## Награды
- 2 ордена Ленина (22.10.1941, 21.05.1945)
- 3 ордена Красного Знамени (22.02.1938, 4.11.1944, 6.11.1947)
- орден Красной Звезды
- медаль «За оборону Сталинграда»
- медаль «За оборону Ленинграда»
- медаль «За оборону Москвы»
- другие медали